# Чарльз Френсіс Бріш
Чарльз Френсіс Бріш (17 березня 1849 — 15 червня 1929) — американський, інженер, підприємець, меценат і винахідник, який за свої наукові досягнення отримав медаль Едісона.

## Біографія
Бріш народився в містечку Евклід, штат Огайо. Його батьки: Ісаак Елберт Бреш та Делія Вільямс Філіпс.
Виріс він на фермі поблизуу Клівленда. Цікавився наукою, особливо експериментами Хамфрі Деві з дуговим світлом; конструював прості електричні прилади з 12 років, наприклад, машину для статичної електрики. Закінчивз відзнакою в 1867 Центральну середню школу в Клівленді, там же побудував свій перший винахід дугову лампу. Свій виступ у середній школі він розпочав з теми «Збереження сили». Далі Бріш отримав переддипломну освіту в коледжі в Мічиганському університеті, де вивчав гірничо-шахтне виробництво, яке закінчив у 1869 р. У Мічигані Бріш був членом братства Delta Kappa Epsilon (глава Омікрон). Він отримав свою докторську ступінь в Western Reserve (нині Case Western Reserve University), який закінчив у 1880.

### Новий дизайн динамо
У 1876 році, в Клівленді, розпочав проектувати своє «динамо» (електричний генератор) для живлення дугових вогнів. Розпочав з динамо-дизайну Зенобе Грамме, але його остаточний дизайн був значно інший. Бріш обґрунтував свою мотивацію вдосконалення генератора в своєму U.S. Patent 189 997 : «Найкращі форми магнітоелектричних апаратів, які зараз є публічними, є надмірно громіздкими, важкими і дорогими і більш-менш марно витрачають механічну силу». В результаті Інститут Франкліна, після завершення випробувань у 1878 р. у Філадельфії, визнав динамо Бреша кращим завдяки його простому дизайну та можливості легко ремонтувати.
Надалі Бріш створив додаткові патенти, що вдосконалили дизайн його дугових вогнів, і продавав системи кільком містам для громадського освітлення. Його вогні були простішими в обслуговуванні, мали автоматичні функції і горіли вдвічі довше, ніж свічки Яблочкова. Генератори Бріш були надійними і автоматично збільшували напругу при більшому навантаженні, зберігаючи постійний струм. До 1881 р. У Нью-Йорку, Буффало, Сан-Франциско, Бостоні, Філадельфії, Монреалі, Балтиморі, Клівленді та інших містах існували системи дугового освітлення «Бріш», яке застосовувалось для загального освітлення аж до 20 століття.
| |
| Нью-Йоркська центральна електростанція, що працює на динамо-дугових лампах для громадського освітлення. Розпочавши експлуатацію в грудні 1880 року на вулиці Західна двадцять п'ята вулиця 133, він живив двомільну ланцюг. |

Приклади дугової лампи

В Сан-Франциско вперше комунальне підприємство продало електроенергію з центральної станції споживачам через розподільні лінії. В1879 році California Electric Light Company (нині PG&E) придбала два генератори у компанії Чарльза Бреша і незабаром відкрила другу установку з чотирма додатковими генераторами. Плата за подачу світла становила 10 доларів за лампу протягом шести днів на тиждень. Система Бріш розпочала освітлювати Бродвей на два роки раніше, ніж станція Едісона Перл Стріт — Нью-Йорк. До 1893 року на вулицях Нью-Йорка було 1500 дугових вогнів.
Англо-американська корпорація Brush Electric Light в Ламбеті, Лондон, Англія, з 1879 р. використовувала винаходи Бреша. Пізніше ця компанія переїхала до Лафборо, Англія, і стала Brush Electrical Engineering Co. Ltd.
У 1880 році Бреш заснував компанію Brush Electric в США але, не зважаючи на успіх, зіткнувся з жорсткою конкуренцією з боку Thomson-Houston Electric Company. У 1882 році компанія Brush Electric Company поставила генераторне обладнання для гідроелектростанції на водоспаді Сент-Ентоні в штаті Міннеаполіс. Вона була серед перших, хто виробляв електроенергію з водної енергії в США. Томсон-Х'юстон викупив Brush в 1889 році і об'єднав її з компанією General Electric в 1891 році. Бріш, продавши свої інтереси в Brush Electric, до електротехнічної промисловості так і не повернувся.

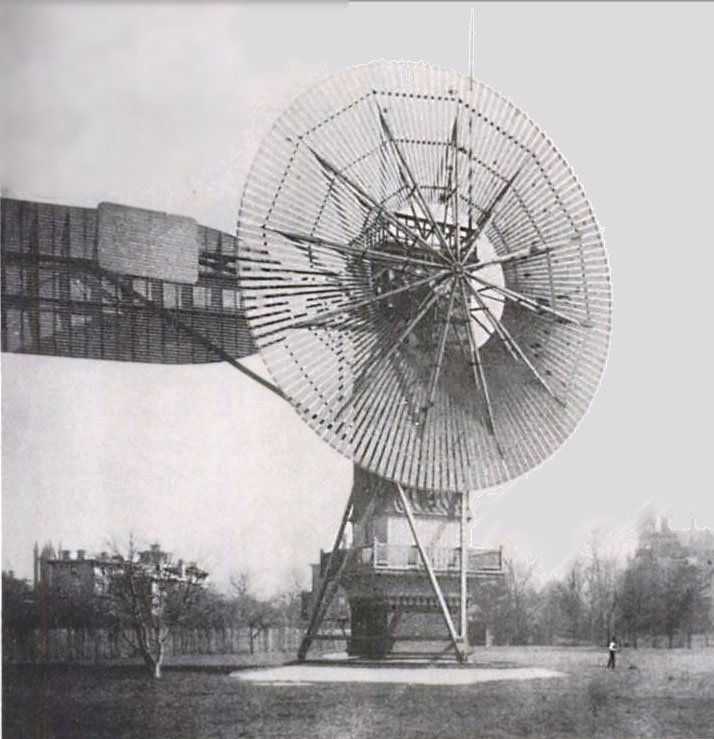
Перший у світі автоматичний вітрогенератор була побудована в 1888 році Чарльзом Ф. Брешем. Він мав 12кВт динамо.

У 1884 році Бріш побудував особняк на авеню Евкліда в Клівленді, де разом із своєю сім'єю прожив решту свого життя. У підвалі діяла приватна лабораторія Бреша де і було продемонстровано багато його винаходів У 1888 році він забезпечив особняк першим у світі автоматичним вітрогенератором,. Це був перший будинок у Клівленді з електрикою. Протягом свого 20-річного життя турбіна безперервно забезпечувала будинок світлом. У 1926 році Бріш вперше створив легку п'єзоелектричну голку.
У 1898 році Бріш відкрив новий газ, який назвав «ефіріоном». Цей газ був у 10 000 разів легшим за водень і проводив тепло в 20 разів швидше за нього. У 1900 році Маріан Смолуховський визначиив, що це водяний пар.
У період між 1910 і 1929 рр. ним було написано кілька статей про кінетичну теорі гравітації, в його особистій інтерпретації.
Чарльз Френсіс Бріш помер 15 червня 1929 року в Клівленді, штат Огайо, і похований на місцевому кладовищі Лейк-Вью.

## Спадщина

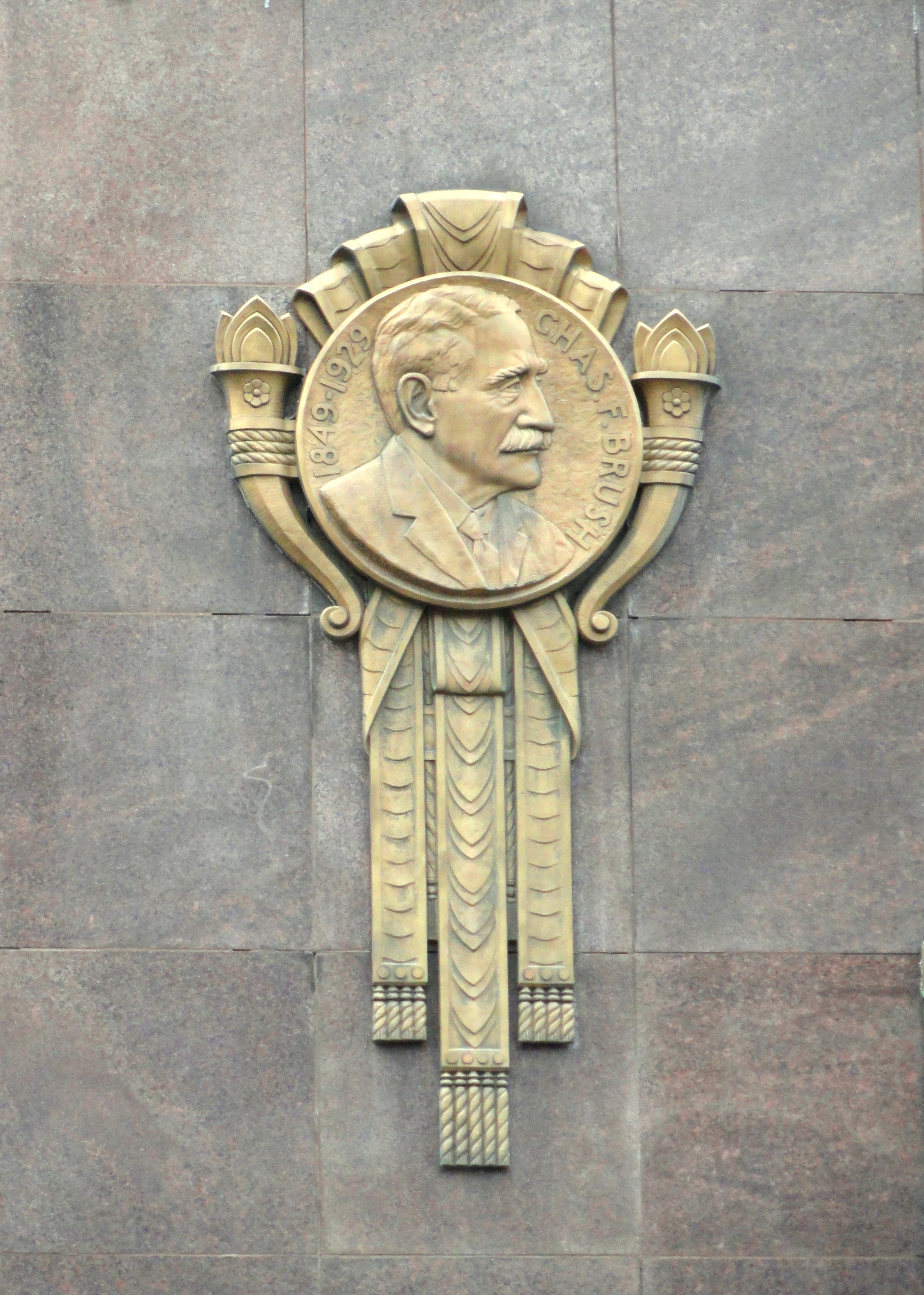
Медальйон Чарльза Ф. Щітка, що висить за межами Клівлендської аркади на Авеню Евкліда, Клівленд, штат Огайо

- Школа Чарльза Ф. Бреша в Ліндхерсті, штат Огайо, названа на честь Бреша, чиї спортивні команди та інші групи називаються «Дуги», після лампи Бреша.
- Підготовча середня школа Чарльза Ф. Бреша в Данші, Ефіопія, відкрита в 2018 році, побудована випускниками Бреша та Асоціацією розвитку Тігрея.
- Парки метрополітену, що обслуговують метрополітен округу Самміт в Ричфілді, штат Огайо, отримали пожертву від землі від сім'ї Чарльза Ф. Бреша. Пожертвуваний урочище відоме як хмиз.
- USS Brush (DD-745) 1943—1969 (тоді тайванський Сянг Ян до припинення в 1993 р.) Був названий на честь Пензля, за підтримки його правнучки.[28]

## Пошана
- Премія Рамфорда Американської академії мистецтв і наук (1899)
- Французький Почесний легіон (1881)
- Медаль Едісона (1913)
- Медаль Франкліна
- Член Північно-Британської академії мистецтв

## Патенти
- Генератор (електрична машина Магнето) 1877 р U.S. Patent 189 997
- Дугове світло (автоматичне управління іскровим зазором) 1878 р U.S. Patent 203 411
- Дугове світло (система регулювання U.S. Patent 219 208 лампи) 1879 U.S. Patent 219 208
- Дугове світло (автоматичне відключення електричних ліхтарів або двигунів) 1880 р U.S. Patent 234 456
- Дугове світло (вдосконалений регулятор вуглецевої дуги) 1885 р U.S. Patent 312 184
- Патенти, надані Чарльзу Ф. Щітку, на електричні машини та апарати, 1878-1894 рр. Доступні через Інтернет-архів